# Centre pénitentiaire de Nanterre-Hauts-de-Seine
Le centre pénitentiaire de Nanterre-Hauts-de-Seine est un centre pénitentiaire français situé dans la commune de Nanterre, dans le département des Hauts-de-Seine et dans la région Île-de-France.
L'établissement dépend du ressort de la direction interrégionale des services pénitentiaires de Paris.

## Histoire
Le centre pénitentiaire a été construit entre 1989 et 1991, dans le cadre du « programme 13 000 » et ouvre en 1991 en tant que maison d'arrêt, classification qu'il conserve jusqu'en 2021, année durant laquelle il reçoit sa classification actuelle.

## Description
Situé 133 avenue de la Commune de Paris, le centre pénitentiaire est le seul établissement pénitentiaire du département.
L'établissement a une capacité d'accueil de 600 places.

## Détenus notables
Le 8 mars 2022, Patrick Antonelli, mari de la chanteuse Amel Bent, est condamné à quinze mois de prison pour avoir exercé illégalement la profession d'agent de sécurité et avoir bénéficié d'une aide de l'État pour la baisse d'activité pendant l'épidémie de Covid-19, alors qu'il n'y avait pas droit. Il est incarcéré le 3 mai 2022 au centre pénitentiaire de Nanterre-Hauts-de-Seine.